# Wid Out Ya
Wid Out Ya – trzeci singel polskiego zespołu Blog 27, wydany w kwietniu 2006 roku, promujący album <LOL>.
Tekst piosenki napisał David Jasmine pod pseudonimem Do-Jo, a muzykę skomponowali Marek Kościkiewicz i Filip Siejka. Piosenka cieszyła się popularnością w Polsce i weszła na radiowe oraz internetowe listy przebojów. Singel został wydany również w krajach niemieckojęzycznych 23 czerwca 2006 roku, gdzie cieszył się niewielką popularnością. Teledysk do piosenki miał swoją premierę w maju 2006.

## Formaty i listy ścieżek
- Maxi singel CD[4]

1. „Wid Out Ya” (New Edit) – 3:03
2. „Wid Out Ya” (Extended Version) – 4:17
3. „Wid Out Ya” (Karaoke Version) – 3:01

„Wid Out Ya” (Video)
- Digital download[5]

1. „Wid Out Ya” (New Edit) – 3:03
2. „Wid Out Ya” (Extended Version) – 4:17
3. „Wid Out Ya” (Karaoke Version) – 3:01

## Notowania
| Kraj i lista (2006)         | Pozycja |
| --------------------------- | ------- |
| Austria (Ö3 Austria Top 40) | 56      |
| Niemcy (GfK Entertainment)  | 88      |